# 弗雷欧维尔
弗雷欧维尔（法語：Fréauville，法語發音：[fʁeovil]）是法国滨海塞纳省的一个市镇，属于迪耶普区。

## 地理
弗雷欧维尔（49°49'31"N, 1°24'58"E）面积5.41 平方千米，位于法国诺曼底大区滨海塞纳省，该省份为法国北部沿海省份，其西部及北部濒大西洋英吉利海峡，东起顺时针与索姆省、瓦兹省、厄尔省和卡爾瓦多斯省接壤。
与弗雷欧维尔接壤的市镇（或旧市镇、城区）包括：巴约勒-讷维尔、克鲁瓦达勒、隆迪尼耶尔、圣皮埃尔-德容基耶尔。

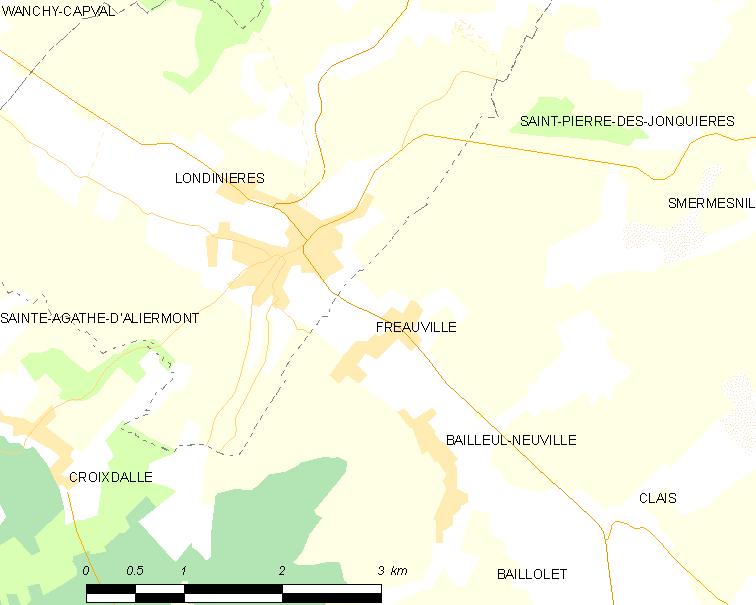
弗雷欧维尔的OSM定位图

弗雷欧维尔的时区为UTC+01:00、UTC+02:00（夏令时）。

## 行政
弗雷欧维尔的邮政编码为76660，INSEE市镇编码为76280。

## 政治
弗雷欧维尔所属的省级选区为布赖地区讷沙泰勒县。

## 人口

1962-2008年间弗雷欧维尔人口变化图示

弗雷欧维尔于2022年1月1日时的人口数量为144人。